# Temporizador programable de intervalos
En computación y en sistemas empotrados, un temporizador programable de intervalos (PIT) es un contador que dispara una interrupción cuando alcanza la cuenta programada.

## Características comunes
Los contadores PIT pueden ser one-shot o periódicos. Los temporizadores one-shot interrumpen solo una vez, y después paran de contar. Los temporizadores periódicos interrumpen cada vez que alcanzan un valor específico. Esta interrupción es recibida en intervalos regulares desde el temporizador programable de intervalos. Esta interrupción es usada para invocar actividades del kernel que deben ser realizadas en una base regular. Los contadores usualmente son programados con intervalos de incremento fijos que determinan cuanto tiempo el contador cuenta antes de que dispare una interrupción. Por lo tanto, los incrementos del intervalo determinan la resolución para la cual el contador se puede programar para generar su interrupción one-shot o periódica.

## Compatibles IBM PC
El PIT Intel 8253 es el dispositivo temporizador original usado en sistemas compatibles IBM PC. Usa un oscilador de cristal de 1.193182 MHz (un tercio de la frecuencia del color burst usada por NTSC) y contiene tres contadores de tiempo. El contador 0 es usado por Microsoft Windows (uniprocesador) y Linux como contador de tiempo del sistema, el contador 1 fue históricamente usado  para el refrescamiento de la memoria DRAM y el contador 2 para el altavoz del PC.